# Liste der Baudenkmäler in Stammham (am Inn)
Auf dieser Seite sind die Baudenkmäler in der oberbayerischen Gemeinde Stammham zusammengestellt. Diese Tabelle ist eine Teilliste der Liste der Baudenkmäler in Bayern. Grundlage ist die Bayerische Denkmalliste, die auf Basis des Bayerischen Denkmalschutzgesetzes vom 1. Oktober 1973 erstmals erstellt wurde und seither durch das Bayerische Landesamt für Denkmalpflege geführt wird. Die folgenden Angaben ersetzen nicht die rechtsverbindliche Auskunft der Denkmalschutzbehörde.
 Diese Liste gibt den Fortschreibungsstand vom 3. Juli 2018 wieder und umfasst fünf Baudenkmäler.

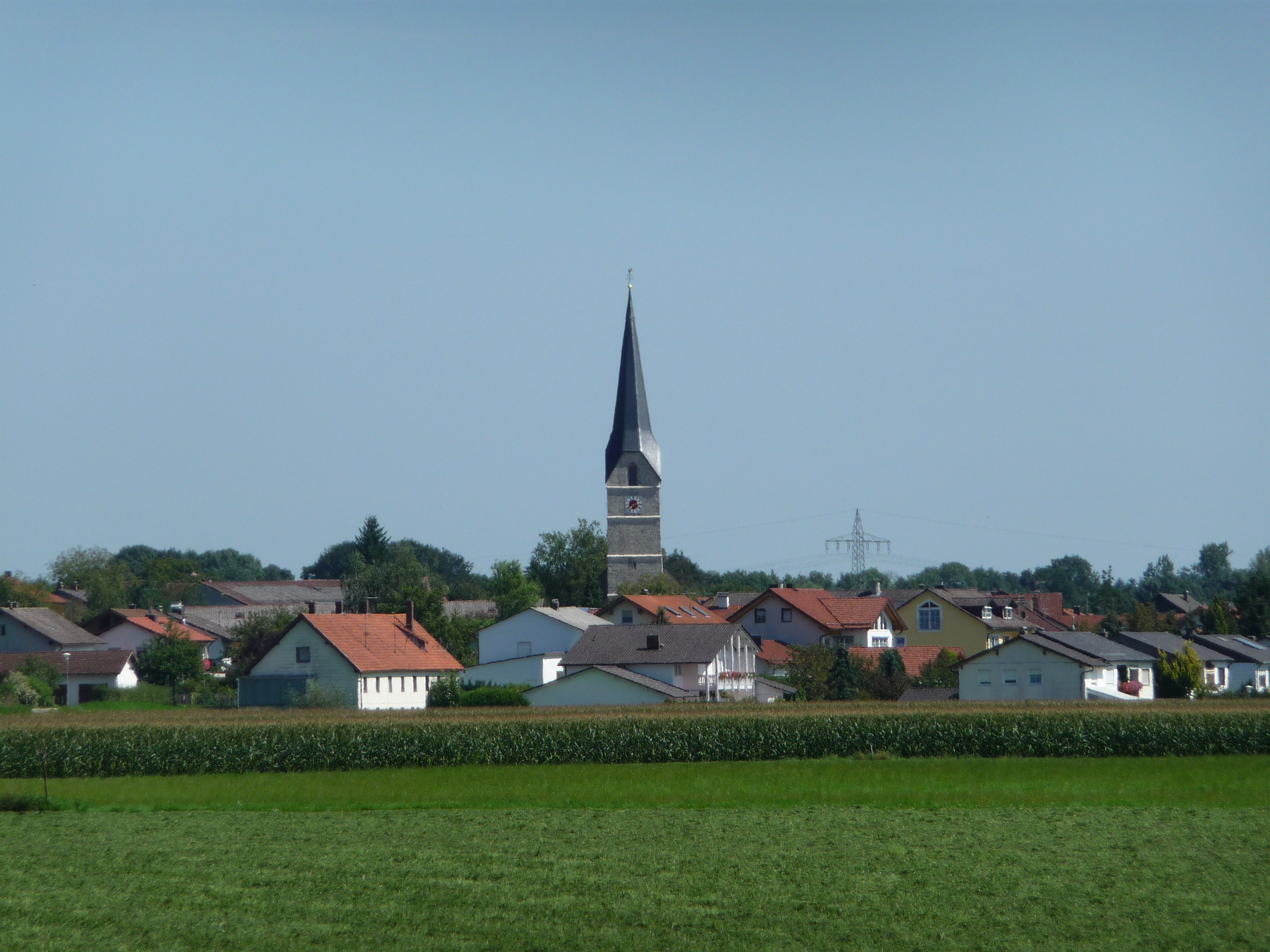
Blick auf Stammham

## Baudenkmäler nach Ortsteilen

### Stammham
| Lage                       | Objekt                                 | Beschreibung                                                                                        | Akten-Nr.    | Bild           |
| -------------------------- | -------------------------------------- | --------------------------------------------------------------------------------------------------- | ------------ | -------------- |
| Kirchenstraße 1 (Standort) | Katholische Pfarrkirche St. Laurentius | Saalkirche, Tuffsteinbau, Ende 15. Jahrhundert, barockisiert Ende 17. Jahrhundert; mit Ausstattung. | D-1-71-130-1 | weitere Bilder |
| Schulstraße 12 (Standort)  | Ehemalige Gemeindekanzlei              | Zweigeschossiger Walmdachbau mit Gesimsgliederung, um 1840/50.                                      | D-1-71-130-3 | BW             |

### Grubmühle
| Lage                   | Objekt     | Beschreibung                                                | Akten-Nr.    | Bild |
| ---------------------- | ---------- | ----------------------------------------------------------- | ------------ | ---- |
| Grubmühle 1 (Standort) | Bauernhaus | Mit Blockbau-Obergeschoss, giebelseitig verschalt, um 1800. | D-1-71-130-4 | BW   |

### Haunreit
| Lage                    | Objekt                | Beschreibung                                                     | Akten-Nr.    | Bild |
| ----------------------- | --------------------- | ---------------------------------------------------------------- | ------------ | ---- |
| Bachstraße 4 (Standort) | Ehemaliges Bauernhaus | Zweigeschossiges Rottaler Bauernhaus, wohl Ende 18. Jahrhundert. | D-1-71-130-5 | BW   |

### Hofschallern
| Lage                          | Objekt              | Beschreibung | Akten-Nr.    | Bild                |
| ----------------------------- | ------------------- | --- | ------------ | ------------------- |
| Marktler Straße 23 (Standort) | Ehemaliger Pfarrhof | Stattliche Dreiseithof-Anlage. Barockes Pfarrhaus mit Walmdach und reicher Putzgliederung, 18. Jahrhundert; westliches Nebengebäude, massiv, mit Torbogen, 18. Jahrhundert; östliches Nebengebäude, massiv, mit Torbogen, 18. Jahrhundert; Remise, kleiner verputzter Satteldachbau, wohl 19. Jahrhundert. | D-1-71-130-8 | Ehemaliger Pfarrhof |

## Ehemalige Baudenkmäler
In diesem Abschnitt sind Objekte aufgeführt, die früher einmal in der Denkmalliste eingetragen waren, jetzt aber nicht mehr. Objekte, die in anderem Zusammenhang also z. B. als Teil eines Baudenkmals weiter eingetragen sind, sollen hier nicht aufgeführt werden. Aktennummern in diesem Abschnitt sind ehemalige, jetzt nicht mehr gültige Aktennummern.

| Lage                                 | Objekt                | Beschreibung | Akten-Nr. | Bild |
| ------------------------------------ | --------------------- | --- | --------- | ---- |
| Stammham Schulstraße 4 (Standort)    | Ehemaliges Bauernhaus | Obergeschoss-Blockbau, Anfang 19. Jahrhundert.                                                                   |           | BW   |
| Hofschallern Flurstraße 3 (Standort) | Dreiseithof           | Hauptbau in der Art des Rottaler Bauernhauses mit zwei Giebelschroten, verputzt, erstes Drittel 19. Jahrhundert. |           | BW   |
| Hofschallern Flurstraße 4 (Standort) | Einfirsthof           | Mit Flachsatteldach, rückseitig Bundwerk, Mitte 19. Jahrhundert.                                                 |           | BW   |
| Vogled Vogled Nr. 22 ()              | Vierseithof           | Wohnstallhaus mit Blockbau-Obergeschoss, 18./19. Jahrhundert.                                                    |           |      |